# Adenocarpus boudyi
Adenocarpus boudyi är en ärtväxtart som beskrevs av Jules Aimé Battandier och René Charles Maire. Adenocarpus boudyi ingår i släktet Adenocarpus och familjen ärtväxter. Inga underarter finns listade i Catalogue of Life.